# Ezüst-szubfluorid
Az ezüst-szubfluorid szervetlen vegyület, képlete Ag2F. Különleges vegyület, mivel az ezüst oxidációs száma nem egész. Elemi ezüst és ezüst(I)-fluorid reakciójával állítható elő:
{\displaystyle {\ce {Ag +AgF ->Ag2F}}}
Kis bronzszínű kristályokat alkot, és jó elektromos vezető. Vízzel érintkezve gyors hidrolízis történik, melynek során ezüstpor csapódik le.

## Kristályszerkezete
Az Ag2F kristályszerkezete fordított CdI2-szerkezet, vagyis a kadmium-jodidhoz hasonlóan hexagonális sűrű elrendezés, de „Ag0,5+” ionokkal a jodidionok helyén és F− ionokkal a kadmium helyén. Két ezüstion legkisebb távolsága 299,6 pm, szemben a fémezüst 289 pm-ével, az ezüst- és fluoridionok távolsága 281,4 pm.

## Fordítás
- Ez a szócikk részben vagy egészben  a   Silver subfluoride című angol Wikipédia-szócikk ezen változatának fordításán alapul.  Az eredeti cikk szerkesztőit annak laptörténete sorolja fel. Ez a jelzés csupán a megfogalmazás eredetét és a szerzői jogokat jelzi, nem szolgál a cikkben szereplő információk forrásmegjelöléseként.
- Ez a szócikk részben vagy egészben  a   Silbersubfluorid című német Wikipédia-szócikk ezen változatának fordításán alapul.  Az eredeti cikk szerkesztőit annak laptörténete sorolja fel. Ez a jelzés csupán a megfogalmazás eredetét és a szerzői jogokat jelzi, nem szolgál a cikkben szereplő információk forrásmegjelöléseként.